# Kilksama
Kilksama är en ort  i sydvästra Estland. Den ligger i Sauga kommun och landskapet Pärnumaa, 110 km söder om huvudstaden Tallinn. Kilksama ligger 14  meter över havet och antalet invånare är 195. Närmaste större samhälle är Pärnu, 8 km söder om Kilksama.